# Thorwald Ekdahl
Anders Elver Thorwald Ekdahl, född 12 juni 1888 i Sireköpinge församling, Malmöhus län, död 9 november 1966 i Friggeråkers församling, Skaraborgs län, var en svensk folkskollärare och politiker (socialdemokrat).
Ekdahl var ledamot av riksdagens andra kammare från 1937.